# Province de Victor Fajardo
Pour les articles homonymes, voir Fajardo.
La province de Victor Fajardo (en espagnol : Provincia de Victor Fajardo) est l'une des onze provinces de la région d'Ayacucho, au sud du Pérou. Son chef-lieu est la ville de Huancapi.

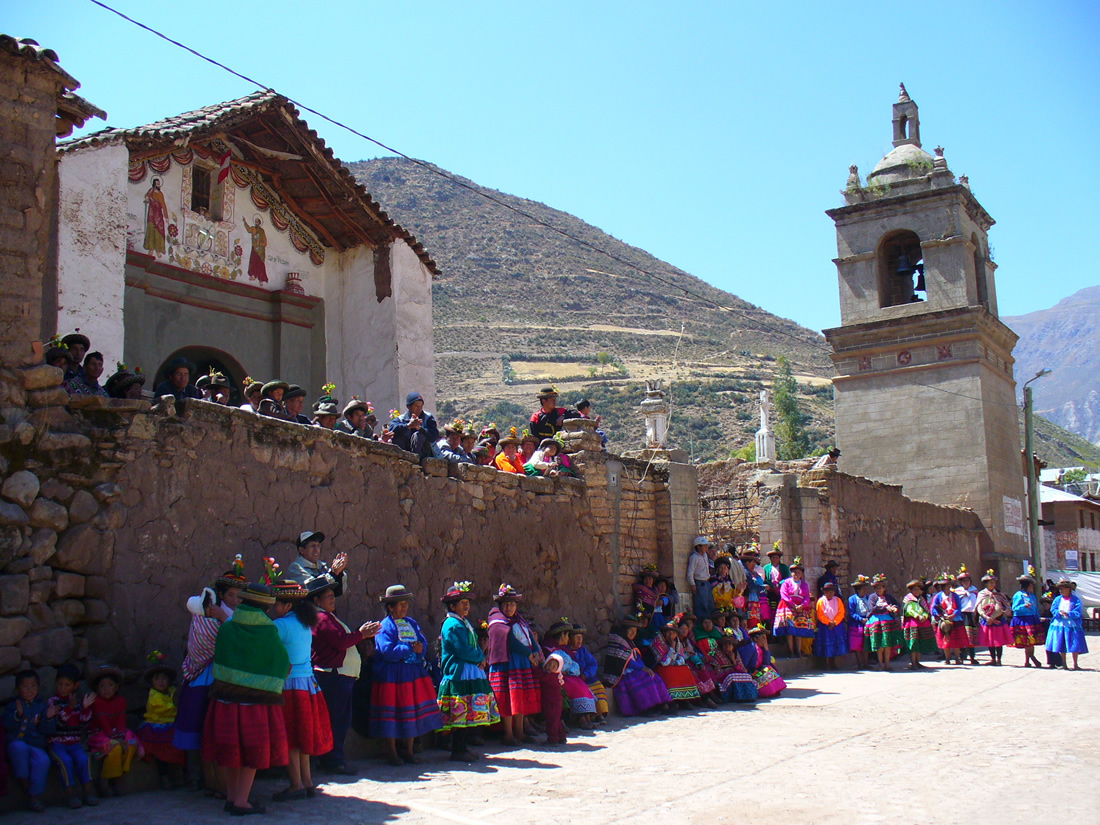
L'église de Sarhua

## Géographie
La province couvre une superficie de 2 260,19 km2. Elle est limitée au nord par la province de Cangallo, à l'est par la province de Vilcas Huamán et la province de Sucre, au sud par la province de Huanca Sancos et à l'ouest par la région de Huancavelica.

## Histoire
La province fut créée le 14 novembre 1910 et reçut le nom du colonel Victor Fajardo, un héros de la bataille de Tarapacá, remportée en 1879 contre l'armée chilienne, au cours de la Guerre du Pacifique (1879-1884).

## Population
La population de la province était estimée à 27 919 habitants en 2005 (INEI).

## Subdivisions
La province est divisée en 12 districts :
- Alcamenca
- Apongo
- Asquipata
- Canaria
- Cayara
- Colca
- Huamanquiquia
- Huancapi
- Huaya
- Sarhua
- Vilcanchos